# Samenlevingsvorm
Een samenlevingsvorm is een verband waarbinnen mensen met elkaar samenleven en dat voor de buitenwereld als zodanig herkenbaar is. Samenlevingsvormen bestrijken een breed spectrum, van wettelijk volledig geregelde relaties tussen twee personen, zoals het huwelijk (in beperkte zin), tot volledig informele relaties tussen een in principe onbeperkt aantal personen, waarbij we kunnen denken aan communes en andere woongroepen.
De leden van een samenlevingsverband wonen over het algemeen ook samen, al zijn er wel uitzonderingen, zoals huwelijkspartners die zijn gescheiden van tafel en bed. Hieruit voortvloeiend zijn er vrijwel altijd onderlinge afspraken om de zorg voor de woning en de bijbehorende financiële verplichtingen te regelen. Meestal zijn er echter nog verdergaande afspraken, bijvoorbeeld over het erfrecht, het gezag over eventuele kinderen binnen het verband, wederzijdse zorgplicht voor de leden van het verband en gezamenlijke besluitvorming. Het aangaan van een samenlevingsverband kan voor de partners ook juridische gevolgen hebben voor hun verhouding tot mensen buiten het verband. Echtelieden kunnen bijvoorbeeld niet worden verplicht tegen elkaar te getuigen in een rechtszaak. 
Verder zijn er bij wettelijk geregelde samenlevingsverbanden meestal voorwaarden waaraan de partners moeten voldoen om het verband te mogen vormen (twee broers mogen bijvoorbeeld niet trouwen) en ook speciale regelingen voor de eventuele ontbinding. In het Nederlands taalgebied zijn de populairste samenlevingsvormen het monogame huwelijk (inclusief het homohuwelijk), het geregistreerd partnerschap en het ongehuwd samenwonen. Communes en dergelijke woongroepen waren met name in de jaren zestig en zeventig populair, al lijkt het erop dat woongroepen van senioren met wederzijdse zorgplicht op het moment aan populariteit winnen.
In andere delen van de wereld komt ook het samenleven in grotere familieverbanden veel voor. Ook in Nederland niet toegestane huwelijksvormen komen in sommige delen van de wereld in belangrijke mate voor, met name het polygyne huwelijk. Overigens is het niet altijd precies duidelijk waar de grens tussen een willekeurige groep mensen en een samenlevingsverband zich bevindt (denk bijvoorbeeld aan de reeks appartementencomplex - verzorgingshuis - studentenhuis - commune).  